# Houdemont
Houdemont település Franciaországban, Meurthe-et-Moselle megyében. Lakosainak száma 2069 fő (2022. január 1.). Houdemont Chavigny, Fléville-devant-Nancy, Heillecourt, Ludres és Vandœuvre-lès-Nancy községekkel határos.

## Népesség
A település népességének változása:
| Lakosok száma | 870  | 1553 | 1836 | 2477 | 2262 | 2183 | 2108 | 2097 | 2091 | 2069 |
|               | 1968 | 1982 | 1990 | 2006 | 2013 | 2015 | 2017 | 2019 | 2020 | 2022 |